# Dave Thomas (ondernemer)
Rex David (Dave) Thomas (Atlantic City, 2 juli 1932 – Fort Lauderdale, 8 januari 2002) was een Amerikaans ondernemer.
Thomas stichtte in 1969 fastfoodketen Wendy's. Toen hij in 2002 overleed, waren er 6000 filialen van Wendy's.